# مقرن بن غصيب الجبري
الْأَمِيرُ أَبُو مُبَارَكٍ مُقْرَنُ بْنُ غُصَيْبٍ الْجَبْرِيُّ رابع أمراء الجبور في القطيف بعد سقوط الدولة الجبرية، تولى حُكم القطيف خلفًا لمنيع بن سالم الجبري من سنة 958هـ/1551م حتى سنة 960هـ/1553م.

### فهرس المراجع
منشورات
عربيَّة
1. ↑  الخالدي (2011)، ص. 83.

### بيانات المراجع (مُرتَّبة حسب تاريخ النشر)
الكُتُب
العربيَّة
- خالد بن عزام بن حمد الخالدي؛ إيمان بنت خالد الخالدي (2011). السلطنة الجبرية: في نجد و شرق الجزيرة العربية (ط. 1). بيروت: الدار العربية للموسوعات. ISBN:978-9953-563-16-9. LCCN:2011332519. OCLC:705005796. OL:25365932M. QID:Q120997896.

| ألقاب ملكية       | ألقاب ملكية                       | ألقاب ملكية |
| ----------------- | --------------------------------- | ----------- |
| سبقه منيع بن سالم | أمير الجبور في القطيف 1551 - 1553 | تبعه ––     |